# Des Moines, Novi Meksiko
Des Moines je selo u okrugu Unionu u američkoj saveznoj državi Novom Meksiku. Prema popisu 2010. u Des Moinesu je živjelo 143 stanovnika. 

## Zemljopis
Nalazi se na 36°45′37″N 103°50′7″W / 36.76028°N 103.83528°W (36.760167, -103.835317), sjeveroistočno od Sierre Grande, velikog ugašenog štitastog vulkana, koji je dio vulkanskog polja Ratona-Claytona. Prema Uredu SAD-a za popis stanovništva, zauzima 2,8 km2 površine, sve suhozemne.

## Stanovništvo
Prema podatcima popisa 2000. u Des Moinesu je bilo 143 stanovnika, 72 kućanstva i 37 obitelji, a stanovništvo po rasi bili su 88,1% bijelci (65,7% nehispanskih), 1,4% Indijanci, 7% ostalih rasa, 3,5% dviju ili više rasa. Hispanoamerikanaca i Latinoamerikanaca svih rasa bilo je 30,8%.

## Vanjske poveznice
- Des Moines: tekst i slike  Arhivirana inačica izvorne stranice od 3. veljače 2015. (Wayback Machine)